# Kabinett Desai

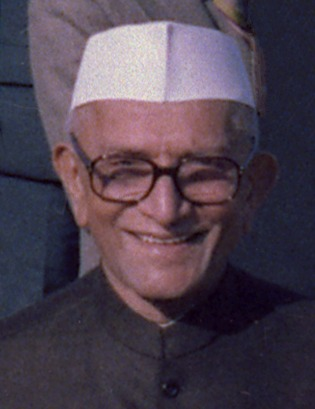
Premierminister Morarji Desai (1978)

Das Kabinett Desai wurde in Indien am 24. März 1977 durch Premierminister Morarji Desai von der Janata Party (JNP) gebildet. Es löste das Kabinett Indira Gandhi II ab und blieb bis zum 28. Juli 1979 im Amt, woraufhin es durch das Kabinett Charan Singh abgelöst wurde. Die Regierung Desai war die erste Regierung seit der Unabhängigkeit Indiens am 15. August 1947, die nicht vom Indischen Nationalkongress (INC) gebildet wurde.
Nach dem am 25. Juni 1975 von Premierministerin Indira Gandhi verhängten Ausnahmezustand hatte Desais Janata Party die Parlamentswahl März 1977 gewonnen. Der bislang regierende INC erlitt eine schwere Niederlage und erhielt nur noch 153 der 540 Sitze in der Lok Sabha. Die Janata Party verfügte über 270 Sitze.

## Minister
Dem Kabinett gehörten folgende Minister an:
| Amt                                                           | Name                                                   | Partei       | Beginn der Amtszeit                         | Ende der Amtszeit                           |
| ------------------------------------------------------------- | ------------------------------------------------------ | ------------ | ------------------------------------------- | ------------------------------------------- |
| Premierminister                                               | Morarji Desai                                          | Janata Party | 24. März 1977                               | 28. Juli 1979                               |
| Vize-Premierminister                                          | Chaudhary Charan Singh                                 | JNP          | 24. Januar 1979                             | 16. Juli 1979                               |
| Vize-Premierminister                                          | Jagjivan Ram                                           | JNP          | 24. Januar 1979                             | 28. Juli 1979                               |
| Innenminister                                                 | Chaudhary Charan Singh Morarji Desai Hirubhai M. Patel | JNP          | 26. März 1977 1. Juli 1978 24. Januar 1979  | 30. Juni 1978 24. Januar 1979 28. Juli 1979 |
| Verteidigungsminister                                         | Jagjivan Ram                                           | JNP          | 27. März 1977                               | 27. Juli 1979                               |
| Außenminister                                                 | Atal Bihari Vajpayee                                   | JNP          | 26. März 1977                               | 28. Juli 1979                               |
| Minister für Information und Rundfunk                         | Lal Krishna Advani                                     | JNP          | 26. März 1977                               | 28. Juli 1979                               |
| Minister für Landwirtschaft und Bewässerung                   | Parkash Singh Badal Surjit Singh Barnala               | JNP SAD      | 26. März 1977 18. Juni 1977                 | 18. Juni 1977 28. Juli 1979                 |
| Minister für öffentliche Arbeiten, Wohnungsbau und Versorgung | Sikander Bakht                                         | JNP          | 26. März 1977                               | 28. Juli 1979                               |
| Minister für Recht und Justiz                                 | Shanti Bhushan                                         | JNP          | 26. März 1977                               | 28. Juli 1979                               |
| Minister für Bildung und soziale Wohlfahrt                    | Pratap Chandra Chunder                                 | JNP          | 26. März 1977                               | 28. Juli 1979                               |
| Eisenbahnminister                                             | Madhu Dandavate                                        | JNP          | 26. März 1977                               | 28. Juli 1979                               |
| Minister für Handel, zivile Versorgung und Zusammenarbeit     | Mohan Dharia                                           | JNP          | 26. März 1977                               | 28. Juli 1979                               |
| Minister für Tourismus und Zivilluftfahrt                     | Purushottam Kaushik                                    | JNP          | 26. März 1977                               | 15. Juli 1979                               |
| Finanzminister                                                | Hirubhai M. Patel Chaudhary Charan Singh               | JNP          | 26. März 1977 24. Januar 1979               | 24. Januar 1979 16. Juli 1979               |
| Minister für Stahl und Bergbau                                | Biju Patnaik                                           | JNP          | 26. März 1977                               | 14. Juli 1979                               |
| Energieminister                                               | P. Ramachandran                                        | JNP          | 26. März 1977                               | 28. Juli 1979                               |
| Minister für Erdöl, Chemikalien und Düngemittel               | Hemwati Nandan Bahuguna                                | JNP          | 27. März 1977                               | 13. Juli 1979                               |
| Industrieminister                                             | Brij Lal Varma George Fernandes                        | JNP          | 27. März 1977 6. Juli 1977                  | 6. Juli 1977 15. Juli 1979                  |
| Kommunikationsminister                                        | George Fernandes Brij Lal Varma                        | JNP          | 27. März 1977 6. Juli 1977                  | 6. Juli 1977 28. Juli 1979                  |
| Minister für Gesundheit und Familienplanung                   | Raj Narain Morarji Desai Rabi Ray                      | JNP          | 27. März 1977 30. Juni 1978 24. Januar 1979 | 30. Juni 1978 24. Januar 1979 12. Juli 1979 |
| Minister für parlamentarische Angelegenheiten und Arbeit      | Ravindra Varma                                         | JNP          | 26. März 1977                               | 28. Juli 1979                               |